# Guesnain
Guesnain is een gemeente in het Franse Noorderdepartement (Frans: département du Nord) (regio Hauts-de-France). De plaats maakt deel uit van het arrondissement Douai. Guesnain telde op 1 januari 2022 4.645 inwoners.

## Geografie
De oppervlakte van Guesnain bedroeg op 1 januari 2022 4,05 vierkante kilometer; de bevolkingsdichtheid was toen 1.146,9 inwoners per km².

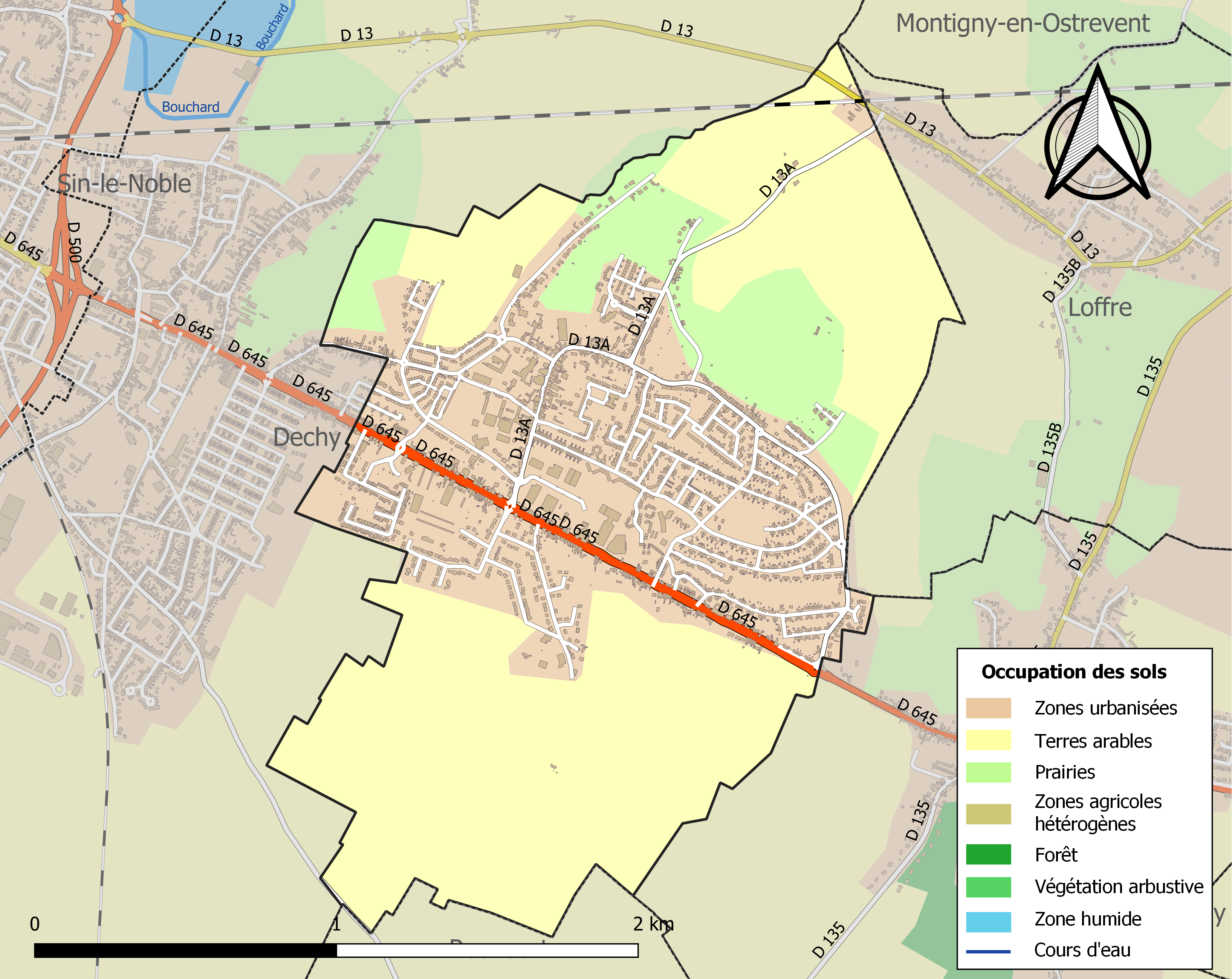
Kaart van de gemeente met belangrijkste infrastructuur, bodemgebruik en omliggende gemeenten

## Demografie
Onderstaande figuur toont het verloop van het inwonertal (bron: INSEE-tellingen).